# Alma (Geòrgia)
Alma és una població del Comtat de Bacon a l'estat de Geòrgia (Estats Units).

## Demografia
Segons el cens del 2000, Alma tenia 3.236 habitants, 1.243 habitatges, i 826 famílies. La densitat de població era de 218,1 habitants per km².
Dels 1.243 habitatges en un 30,2% hi vivien nens de menys de 18 anys, en un 37,7% hi vivien parelles casades, en un 24,9% dones solteres, i en un 33,5% no eren unitats familiars. En el 30,1% dels habitatges hi vivien persones soles el 14,9% de les quals corresponia a persones de 65 anys o més que vivien soles. El nombre mitjà de persones vivint en cada habitatge era de 2,5 i el nombre mitjà de persones que vivien en cada família era de 3,06.
Per edats la població es repartia de la següent manera: un 26,5% tenia menys de 18 anys, un 10,5% entre 18 i 24, un 24% entre 25 i 44, un 20,9% de 45 a 60 i un 18% 65 anys o més.
L'edat mediana era de 36 anys. Per cada 100 dones de 18 o més anys hi havia 76,3 homes.
La renda mediana per habitatge era de 20.324 $ i la renda mediana per família de 21.941 $. Els homes tenien una renda mediana de 25.362 $ mentre que les dones 15.583 $. La renda per capita de la població era d'11.574 $. Entorn del 27,6% de les famílies i el 32,3% de la població estaven per davall del llindar de pobresa.

## Poblacions properes
El següent diagrama mostra les poblacions més properes.